# Київка (Болотнинський район)
Київка (рос. Киевка) — присілок в Болотнинському районі Новосибірської області Росії з населенням 148 жителів (2010). Входить до складу Єгоровської сільради.

## Географія
Площа села — 119 гектари

## Населення
За даними Всеросійської перепису, в 2010 році на хуторі проживало 148 осіб, а в 2002 році — на 6,1 % більше — 157 жителів.
| 2002 | 2007 | 2010 |
| ---- | ---- | ---- |
| 154  | ↗158 | ↘150 |

## Інфраструктура
В селі за даними на 2007 рік відсутня соціальна інфраструктура.